# Zbigniew Preisner
Zbigniew Preisner (phát âm gốc tiếng Ba Lan: [ˈzbiɡɲɛf ˈpɾajsnɛɾ]; sinh ngày 20 tháng 5 năm 1955 tại Bielsko-Biała, với tên khai sinh là Zbigniew Antoni Kowalski) là một nhà soạn nhạc phim người Ba Lan, được biết đến nhiều nhất qua những tác phẩm hợp tác với đạo diễn phim Krzysztof Kieślowski.

## Cuộc đời
Zbigniew Preisner học lịch sử và triết học tại Kraków. Cả đời chưa từng theo một đào tạo âm nhạc chính quy nào, ông tự học bằng thông qua nghe nhạc và dịch âm từ những bản nhạc sẵn có. Phong cách sáng tác của ông là một thể loại giản lược độc đáo của trường phái tonal neo-Romanticism. Ông nhận ảnh hưởng sâu sắc từ Paganini và Jean Sibelius.